# Rosa Juaneda
María Rosario Juaneda Zaragoza, más conocida como Rosa Juaneda (Guardamar del Segura, 9 de abril de 1952 - Cartagena, 16 de julio de 2008) fue una profesora y política socialista española, concejal, diputada al Congreso y fundadora de las fiestas Carthagineses y Romanos, donde se recrean escenas de la segunda guerra púnica en la ciudad española de Cartagena.

## Biografía
Profesora de Ciencias Sociales destinada en la Región de Murcia, estableció su residencia en Cartagena. Sus inicios en la vida política estuvieron ligados al Centro Democrático y Social (CDS), formación liderada por el expresidente Adolfo Suárez. Después se integró en el Partido Socialista Obrero Español (PSOE), donde ocupó distintos cargos de responsabilidad en la dirección del Partido Socialista de la Región de Murcia (PSRM-PSOE). Con esta formación fue elegida concejal del Ayuntamiento de Cartagena en las elecciones municipales de 1995 y 1999. Después fue candidata al Congreso por la circunscripción de Murcia en las elecciones generales de 2000, quedando a las puertas de obtener el acta de diputada. En 2002, cuando quedó vacante el puesto de Juan Manuel Eguiagaray, ocupó el escaño de éste, renovándolo en las elecciones de 2004. El Ayuntamiento de Cartagena le otorgó, a título póstumo, el reconocimiento de Hija Adoptiva.